# 朱觀 (宋朝)
朱觀（？—？），宋朝軍事人物。曾參與好水川之戰。
偏裨將校出身。官至高陽關鈐轄。康定二年（1041年）二月，西夏李元昊率十萬軍南下攻宋，好水川之戰一觸即發，韓琦派環慶副都署任福率軍出擊。朱觀屯兵籠洛川（隆德觀堡鄉），與任福相約次日會兵川口，合擊夏軍。十四日，任福、桑懌引軍循川西行，不料中伏。朱觀至姚家川（什字路河口）時，亦陷入夏軍重圍中。任福、耿傅、渭州都監趙津等相繼戰死。朱觀率兵千餘人退至姚家堡高牆內，向四面射箭抵抗，後被涇源部署王仲寶救出。